# Santé en Suisse

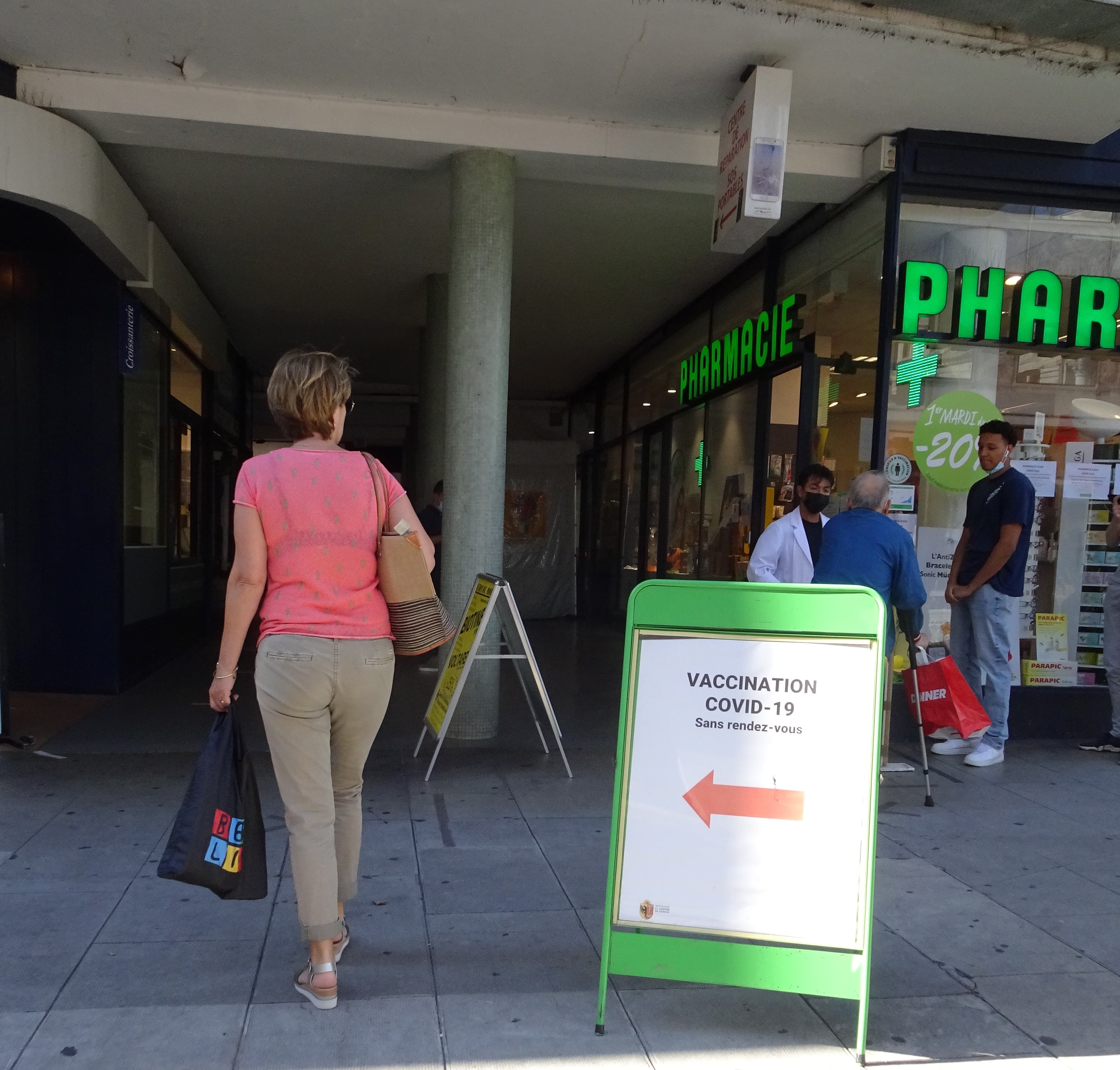
Une pharmacie en Suisse.

Cet article évoque les conditions et les problèmes de santé en Suisse.

## Politique sanitaire

### Faits et statistiques
En 2023, la population totale en Suisse est de 8 960 000 habitants.
En 2019, l'espérance de vie à la naissance est de 81,8 ans pour les hommes et de 85,1 ans pour les femmes. Cela place la Suisse en première position du classement des pays européen pour l'espérance de vie et en deuxième position dans le monde, après le Japon.
Par ailleurs, l'espérance de vie en bonne santé (c'est-à-dire le nombre d'années de vie passées, substituées des temps de maladie cumulés) est respectivement pour les hommes et les femmes de 72,2 et de 72,8 ans en 2019.
En 2008, le taux de natalité est estimé à 9,6 naissances pour 1 000 habitants, et le taux de mortalité à 8,5 décès pour 1 000 habitants.
En 2021, le taux de mortalité infantile (décès au cours de la première année) était de 3,1 pour 1 000 naissances.

### Enjeux publiques de santé
La politique de santé publique s'organise à la fois au sein d'observatoires cantonaux étant coordonnés au niveau fédéral par différentes institutions, dont l'Office fédéral de la santé publique (OFSP) créé en 1999.
En ce qui concerne la prévention et les actions de santé publique, les investissements de l'OFSP les plus notoires se manifestent dans différents domaines, dont la lutte contre le SIDA (environ 1/3 de son budget), la prévention des troubles liés aux conduites addictives (environ 1/3 de son budget en cumulant les actions liées à la prévention de l'alcoolisme, de l'usage des drogues et du tabagisme), la prévention des accidents (accidents de la route, accidents et maladies professionnelles) ainsi que les actions menées auprès des émigrants en Suisse.

### Prévalence des principaux problèmes de santé
En 2008, la première cause de décès en Suisse sont les maladies cardiovasculaires, représentant 37 % des décès, suivi par les cancers représentant 25 % des décès.
La prévalence du SIDA en 2001 en Suisse était de 0,4 % représentant 13 000 personnes.

## Système de santé

### Organisation
Le système des soins de santé en Suisse est organisé en plusieurs sous-systèmes. Les soins de santé sont dispensés au sein d'établissements de soins publics, semi-privés ou privés.
Les établissements publics sont représentés par les hôpitaux de ville ou de région, comme les Hôpitaux universitaires de Genève, la Clinique psychiatrique universitaire de Zurich ou encore le Centre hospitalier universitaire vaudois.
Les établissements du secteur semi-privé regroupent les institutions prenant en charge les soins pré- ou post-hospitaliers, comme les soins de réadaptation.
Le secteur privé quant à lui regroupe les médecins libéraux exerçant en cabinets ou en cliniques privées ; leur système de facturation passe par la grille Tarmed.

### Assurance des soins de santé
Les personnes assurées ont la totale liberté de choix de leurs praticiens de santé officiels dans leurs régions de résidence, les coûts étant couverts par une assurance maladie jusqu'à hauteur du ticket modérateur, le complément éventuel étant fourni par les caisses d'assurances dites complémentaires gérées par les mêmes administrations que les assurances maladie de base. Le choix de la caisse d'assurance-maladie parmi des dizaines de compagnies privées est libre mais sa souscription obligatoire, la cotisation à une mutuelle est en revanche optionnelle.

#### Critiques
Malgré la qualité des soins atteinte, le système de santé suisse fait l'objet de diverses critiques, principalement liées à l'explosion des coûts de la santé à charge des assurés (primes d'assurance maladie).
La structure fédéraliste du système politique suisse laisse les cantons très largement compétents en matière de santé, ce qui conduit notamment à l'impossibilité d'une planification hospitalière à l'échelle du pays et une forme de concurrence entre hôpitaux cantonaux, qui provoque une surabondance de l'offre médicale. Le canton est aussi un lobby important qui est en même temps acteur du système de santé (comme fournisseur de soins avec ses hôpitaux) et régulateur de ce même système de santé.
La grande part laissée aux assurances privées, qui doivent donc exercer des tâches étatiques à côté d'une activité d’assureur privé suscitent de nombreuses critiques : les caisses sont régulièrement accusées d'abuser de leurs réserves, au détriment de la maitrise des coûts, la protection des données est remise en cause, etc. La « chasse aux patients à moindres risques » érigée en stratégies de marketing est une des principales critiques. Le peuple a pourtant toujours refusé le passage à une caisse unique, la dernière fois le 28 septembre 2014 en rejetant l'initiative populaire pour la caisse publique unique à 61,9 %.
En 2024, un rapport mandaté par l'Académie suisse des sciences médicales relève l'absence de pilotage du système de santé, régulé essentiellement par la loi fédérale sur l'assurance maladie (LAMal),. Il propose notamment de clarifier la gouvernance du système entre la Confédération et les cantons,.

### Coûts et financement du système de santé
L'étude sur les statistiques sanitaires mondiales publiée par l'Organisation mondiale de la santé en 2007, montre qu'en 2004, 12 % du PIB de la Suisse étaient accordés aux dépenses de santé, dont 58,5 % étaient faites par le secteur public et 41,5 % par le secteur privé.
Lors de la votation populaire du 24 novembre 2024, le financement uniforme des prestations est accepté :
|                            | Jusqu'en 2027                                       | Dès 2028                                            |
| Soins ambulatoires         | 100 % assurance-maladie                             | Maximum 73 % assurance-maladie Minimum 27 % cantons |
| Soins hospitaliers         | Maximum 45 % assurance-maladie Minimum 55 % cantons | Maximum 73 % assurance-maladie Minimum 27 % cantons |
| Soins en EMS et à domicile | Environ 54 % assurance-maladie Environ 46 % cantons | Maximum 73 % assurance-maladie Minimum 27 % cantons |

## Soins de santé

### Répartition de la carte médicale
La Suisse comprend environ 350 hôpitaux, soit une moyenne de 4,5 hôpitaux pour 100 000 habitants, représentant une capacité d'accueil totale de 43 000 lits environ. Le secteur de la santé embauche environ 430 000 acteurs de santé, dont 28 000 médecins, soit un ratio de 3,8 médecins pour 1 000 habitants, 3 600 dentistes et 1 650 pharmaciens.
À titre d'exemple, la capacité d'accueil des plus gros centres hospitaliers est de 1 200 lits pour le Centre hospitalier universitaire vaudois et de 2 200 lits pour les Hôpitaux universitaires de Genève.
Les institutions médicales sont organisées par cantons au sein de réseaux de santé, comme le Réseau Santé Valais.